# Samogovor Solze v dežju
»Solze v dežju« (znan tudi kot »govor o žarkih C«) je kratek samogovor replikanta Roya Battyja (upodobil ga je Rutger Hauer) v filmu Ridleya Scotta Iztrebljevalec. Hauer se besedila v scenariju ni držal, temveč ga je na predvečer snemanja priredil po svoje.  Teh nekaj stavkov je med najbolj priljubljenimi citati znanstvene fantastike.  Za Marka Rowlandsa, profesorja filozofije na Univerzi v Miamiju in kulturnega kritika, je ta samogovor »morda najbolj pretresljiv monolog v zgodovini filma«.

## Scenarij in improvizacija
V filmu umirajoči replikant Roy Batty nameni ta govor Deckardu (glavni osebi, ki ga igra Harrison Ford), trenutek po tem, ko ga je rešil gotove smrti. Deckard je imel nalogo, da replikanta in njegove prijatelje »odstrani«, vendar je Roy Batty že umiral. Nekaj trenutkov pred svojo smrtjo, med nalivom dežja, je Roy Batty izrekel:
Videl sem stvari, o katerih se vam ljudem ne sanja. Goreče bojne ladje ob ramenu Oriona. Skozi temo blizu Tannhäuserjevih vrat sem gledal bliskanje žarkov C. Vsi ti trenutki se bodo razgubili, kot solze v dežju. Čas je, da umrem.
V dokumentarnem filmu Nevarni dnevi: Nastanek filma  iztrebljevalec, so Hauer, režiser Ridley Scott in scenarist David Peoples povedali, da je avtor monologa »Solze v dežju« Hauer. V osnutkih za scenarij izpod peresa Peoplesa je najti več starejših inačic besedila; v enem od njih naleti bralec na stavek: »letel sem na zadnji palubi utripača in gledal žarke C, kako se blizu Tannhäuserjevih vrat bliskajo skozi temo«. V svoji avtobiografiji Hauer pravi, da je izvirno besedila scenarija samo skrajšal za nekaj vrstic, dodal pa »Vsi ti trenutki se bodo razgubili, kot solze v dežju«, četudi izvirni scenarij, kot ga je videti v dokumentarnem filmu, pred Hauerjevo predelavo "Tannhäuserjevih vrat" ne omenja:  
Doživel sem pustolovščine, videl kraje, ki jih ljudje nikoli ne boste videli, bil sem tja na oni svet in nazaj ... meje! Stal sem na zadnji palubi utripača, na poti v taborišča na Plutitionu, znoj v očeh, in gledal, kako se zvezde borijo Orionovem ramenu. V laseh sem čutil veter, na čolnih jahajoč iz črnih galaksij sem videl, kako je napadajoča flota zagorela kot vžigalica in izginila. Videl sem ... čutil!
Hauer je besedilo imel za »operetne marnje« in »hi-tech govor«, brez stika z ostalim filmom, tako da je na večer pred snemanjem »vzel nož v roke«, ne da bi Scott to vedel. V intervjuju z Danom Jolinom je Hauer dejal, da te zaključne vrstice kažejo željo Battyja, da »da svoji eksistenci pečat ... ko v končni sceni s svojo smrtjo pokaže Deckardu, iz česa je pravi človek stesan«.
Ko je Hauer odigral sceno, je doživel aplavz celotne filmske ekipe in mnogi med njimi so imeli solze v očeh.
Glasba, ki jo je Vangelis komponiral kot spremljavo Hauerjevemu samogovoru, je zaključni del albuma filmske glasbe iz leta 1994, z naslovom »Solze v dežju«. Delo je leta 2017 doživelo reprizo v filmu Iztrebljevalec 2049, kjer ga izvajata Hans Zimmer in Benjamin Wallfisch.

## Kritični sprejem
Sidney Perkowitz je v Hollywood Science pohvalil monolog: »Če v filmih znanstvene fantastike iščemo kak velik govor, bo to gotovo Batty in njegove zadnje besede«. Pravi, da govor »poudarja replikantove človeške poteze, v katere so vpletene njegove umetne sposobnosti«. Jason Vest v Future Imperfect: Philip K. Dick v kinu, hvali govornika: »Hauerjeva profesionalna igra, z nežnim pridihom spominov, doživljajev in strasti na poti skozi Battyjevo kratko življenje, seže gledalcu v srce«.
V Guardianu Michael Newton pravi takole: »V eni od najbolj briljantnih scen filma se Roy in Deckard, kot dva začarana otroka, ki se igrata skrivalnice, zasledujeta skozi temačno stanovanje. Vse bolj si postajata podobna – oba sta hkrati lovec in plen, oba se borita z bolečinami, z ranjeno, kremplju podobno roko. Če film nakaže povezavo, ki bi jo sam Deckard morebiti v tem trenutku še zanikal, se ves dvom na koncu razblini. Roy konča svoje življenje z gesto usmiljenja, ki ga moralno postavi nad podjetništvo, ki ga bo ubilo. Deckard ni sposoben videti sebe v svojem nasprotniku, Roy na drugi strani pa je. Beli golob, ki ob smrti izleti iz Royevega naročja morda s svojo simboliko malo pretirava; ampak film si je – vsaj zame – ta trenutek prislužil, z mislijo, da je v replikantu, kot v replicirani tehnologiji filma samega, še vedno prostor za človeško."

## Tannhäuserjeva vrata
Tannhäuserjeva vrata (črkovano tudi Tannhauserjeva vrata in Tanhauserjeva vrata) je nepojasnjeno krajevno ime, uporabljeno samo enkrat v filmu. Izraz se odtlej pogosto pojavlja v drugih pod-žanrih znanstvene fantastike. Osnova za ime je verjetno legenda o srednjeveškem nemškem vitezu in pesniku Tannhäuserju oziroma njena operna predstavitev izpod peresa Richarda Wagnerja.
Primerjalna književnica Joanne Taylor v članku o filmu noir in njegovi epistemologiji, opozori na odnos med Wagnerjevo opero in Battyjeve besede in meni, da se Batty čuti blizu Wagnerjevemu Tannhäuserju, liku, ki je padel v nemilost pri ljudeh in pri Bogu. Tako ljudje kot tudi Bog sam, pravi avtorica, so osebe, ki svoje usode ne morejo obvladati.